# Florentino Pérez
Florentino Pérez Rodríguez (Madrid, 1947. március 8. –) spanyol üzletember, politikus, jelenleg a spanyol Real Madrid CF labdarúgócsapat elnöke.

## Real Madrid
Pérez először 1995-ben indult a Real elnöki tisztségéért, kampányában a klub gyenge anyagi helyzete volt a főszerepben. Ekkor még alulmaradt Lorenzo Sanzcal szemben.

### Első ciklus
2000-ben már sikeresebb volt, hiába nyert Sanz idejében két BL-t is a csapat, Pérez kampánya ezúttal meghozta a sikert. Ígéretei között többek között Luís Figo leigazolása szerepelt. Figo után, 2001-ben , 75 millió eurós rekordáron leigazolta Zinédine Zidane-t, őt követte Ronaldo, David Beckham, Michael Owen és Robinho. A galaktikus-éra eleje jól kezdődött, ugyanis az első két évben bajnokok lettek, 2002-ben pedig megszerezték kilencedik BL-győzelmüket.
2003-ban nagy meglepetésre úgy döntött, nem hosszabbítja meg a vezetőedző, Vicente del Bosque szerződését. Ez azért okozott meglepetést, ugyanis, mint később kiderült, ő képes volt a sok nagy sztárt csapattá kovácsolni.
Del Bosque után több kiemelkedő játékos, előbb Claude Makélélé, majd Fernando Morientes is távozott. Ekkor úgy nézett ki, a galaktikusok nem fognak több sikert elérni. Pérez Makeléléék helyére szinte kizárólag csatárokat (Michael Owen, Júlio Baptista, Robinho) igazolt. A Patrick Vieira megszerzéséért folytatott tárgyalások kudarcba fulladtak.
2006. február 27-én bejelentette lemondását, utódja Ramón Calderón lett.

### Második ciklus
2009. május 14-én, a madridi Hotel Ritzben egy sajtótájékoztatón bejelentették, hogy ismét Pérez lesz a klub elnöke. A tisztségért ő volt az egyetlen jelölt.
Pérez folytatta korábbi játékosvásárlási politikáját, eszerint nagy sztárokat igazolt a klubhoz. Első igazolása Kaká volt, érte 65 millió eurót fizetett az AC Milannak. Következő „szerzeménye” Cristiano Ronaldo volt, akiért klubja, a Manchester United FC június 11-én fogadta el a Real ajánlatát. További igazolások voltak még Karim Benzema, Raúl Albiol, Álvaro Arbeloa, legutóbb pedig a szintén liverpooli Xabi Alonso.
2021-ben 12 Európai topklub (Real Madrid, Barcelona, Atletico Madrid, Juventus, Inter Milan, AC Milan, Totthanem Hotspurs, Arsenal FC, Manchester United, Manchester City, Liverpool, Chelsea) titkos megegyezése alapján létrehozták az Európai Szuperligát, melyben ezen csapatokon kívül még 8 másik egyesület szerepelt volna. A Szuperliga elnöke Florentino Pérez. 
A ligát a közmédia, a szurkolók, a játékosok és az edzők legfőképpen a kiscsapatok elnyomásával és az anyagi jövedelem futball elé helyezésével vádolták. Emellett ezzel szembementek a csapatok az UEFA és a FIFA szerveivel.
Mindössze 48 óra alatt megdőlt a Szuperliga terve, hiszen a média, szurkolók, játékosok, szakemberek negatív reakciói hatására  3 klub kivételével az összes csapat kihátrált az ötlet mögül. 

### Igazolásai
Ebben a listában a játékosok átigazolásuk ára szerint csökkenő sorrendben szerepelnek.
| #   | Játékos           | Honnan         | Ár (millió font) | Ár (millió euró) | Év   |
| --- | ----------------- | -------------- | ---------------- | ---------------- | ---- |
| 1.  | Cristiano Ronaldo | Man Utd        | 80               | 94               | 2009 |
| 2.  | Zinédine Zidane   | Juventus       | 46               | 76               | 2001 |
| 3.  | Kaká              | Milan          | 56               | 65               | 2009 |
| 4.  | Luís Figo         | Barcelona      | 37               | 58,5             | 2000 |
| 5.  | Ronaldo           | Internazionale | 28,5             | 43               | 2002 |
| 6.  | David Beckham     | Man Utd        | 24,5             | 35,1             | 2003 |
| 7.  | Luka Modrić       | Tottenham      | 30               | 35               | 2012 |
| 8.  | Karim Benzema     | Lyon           | 30.              | 35               | 2009 |
| 9.  | Sergio Ramos      | Sevilla        | 18,6             | 27               | 2005 |
| 10. | Robinho           | Santos         | 16,5             | 24               | 2005 |
| 11. | Júlio Baptista    | Sevilla        | 13,8             | 20               | 2005 |
| 12. | Jonathan Woodgate | Newcastle      | 13,4             | 19,8             | 2004 |
| 13. | Raúl Albiol       | Valencia       | 12,8             | 15               | 2009 |
| 14. | Michael Owen      | Liverpool      | 8                | 11,9             | 2004 |
| 15. | Álvaro Negredo    | Almería        | 4,3              | 5                | 2009 |
| 16. | Álvaro Arbeloa    | Liverpool      | 3                | 4                | 2009 |
| 17. | Esteban Granero   | Getafe         | 3,4              | 4                | 2009 |
| 18. | Antonio Cassano   | Roma           | 3,8              | 5,5              | 2006 |
| 19. | Pablo García      | Zaragoza       | 2,7              | 4,0              | 2005 |
| 20. | Thomas Gravesen   | Everton        | 2,5              | 3,6              | 2005 |
|     |                   |                |                  |                  |      |

## Fordítás
- Ez a szócikk részben vagy egészben  a   Florentino Pérez című angol Wikipédia-szócikk fordításán alapul.  Az eredeti cikk szerkesztőit annak laptörténete sorolja fel. Ez a jelzés csupán a megfogalmazás eredetét és a szerzői jogokat jelzi, nem szolgál a cikkben szereplő információk forrásmegjelöléseként.